# Campionati norvegesi di sci alpino 1997
I Campionati norvegesi di sci alpino 1997 si svolsero a Hemsedal dall'11 al 17 aprile. Il programma incluse gare di discesa libera, supergigante, slalom gigante, slalom speciale e combinata, sia maschili sia femminili.
Trattandosi di competizioni valide anche ai fini del punteggio FIS, poterono partecipare anche sciatori di altre federazioni, senza che questo consentisse loro di concorrere al titolo nazionale norvegese.

## Risultati

### Uomini

#### Discesa libera
| Pos. | Atleta                         | Nazione   | Tempo   |
| ---- | ------------------------------ | --------- | ------- |
| 1    | Kjetil André Aamodt            | Norvegia  | 1:16,17 |
| 2    | Audun Grønvold                 | Norvegia  | 1:16,87 |
| 3    | Janne Leskinen                 | Finlandia | 1:19,99 |
| 4    | Lasse Paulsen                  | Norvegia  | 1:17,27 |
| 5    | Patrik Järbyn                  | Svezia    | 1:17,61 |
| 6    | Åne Sæter                      | Norvegia  | 1:17,65 |
| 7    | Eivind Kvaale                  | Norvegia  | 1:17,91 |
| 8    | Kenneth Sivertsen              | Norvegia  | 1:17,96 |
| 9    | Harald Christian Strand Nilsen | Norvegia  | 1:18,03 |
| 10   | Craig Branch                   | Australia | 1:18,04 |

Data: 17 aprile

#### Supergigante
| Pos. | Atleta                         | Nazione   | Tempo   |
| ---- | ------------------------------ | --------- | ------- |
| 1    | Kjetil André Aamodt            | Norvegia  | 1:26,78 |
| 2    | Audun Grønvold                 | Norvegia  | 1:28,14 |
| 3    | Lasse Paulsen                  | Norvegia  | 1:28,29 |
| 4    | Janne Leskinen                 | Finlandia | 1:28,58 |
| 5    | Patrik Järbyn                  | Svezia    | 1:28,65 |
| 6    | Harald Christian Strand Nilsen | Norvegia  | 1:28,78 |
| 7    | Sondre Elvestad                | Norvegia  | 1:28,84 |
| 8    | Kenneth Sivertsen              | Norvegia  | 1:28,85 |
| 9    | Åne Sæter                      | Norvegia  | 1:29,15 |
| 10   | Henrik Robin Motys             | Norvegia  | 1:29,78 |

Data: 13 aprile

#### Slalom gigante
| Pos. | Atleta                         | Nazione   | Tempo   |
| ---- | ------------------------------ | --------- | ------- |
| 1    | Janne Leskinen                 | Finlandia | 2:00,03 |
| 2    | Åne Sæter                      | Norvegia  | 2:00,44 |
| 3    | Kjetil André Aamodt            | Norvegia  | 2:00,74 |
| 4    | Hans Petter Buraas             | Norvegia  | 2:01,05 |
| 5    | Kai Are Fossland               | Norvegia  | 2:01,32 |
| 6    | Harald Christian Strand Nilsen | Norvegia  | 2:01,58 |
| 7    | Patrik Järbyn                  | Svezia    | 2:01,95 |
| 8    | Henrik Robin Motys             | Norvegia  | 2:02,34 |
| 9    | Bjarne Solbakken               | Norvegia  | 2:02,35 |
| 10   | Tom Stiansen                   | Norvegia  | 2:02,36 |

Data: 11 aprile

#### Slalom speciale
| Pos. | Atleta                | Nazione  | Tempo   |
| ---- | --------------------- | -------- | ------- |
| 1    | Ole Kristian Furuseth | Norvegia | 1:45,16 |
| 2    | Finn Christian Jagge  | Norvegia | 1:45,40 |
| 3    | Kjetil André Aamodt   | Norvegia | 1:46,27 |
| 4    | Tom Stiansen          | Norvegia | 1:46,74 |
| 5    | Johan Brolenius       | Svezia   | 1:47,01 |
| 6    | Åne Sæter             | Norvegia | 1:47,06 |
| 7    | Peter Lind            | Svezia   | 1:45,76 |
| 8    | Lars Lewén            | Svezia   | 1:48,38 |
| 9    | Charlie Bergendahl    | Svezia   | 1:48,90 |
| 10   | William Wittusen      | Norvegia | 1:51,68 |

Data: 12 aprile

#### Combinata
| Pos. | Atleta              | Nazione  |
| ---- | ------------------- | -------- |
| 1    | Kjetil André Aamodt | Norvegia |
| 2    | Åne Sæter           | Norvegia |
| 3    | Lasse Paulsen       | Norvegia |

### Donne

#### Discesa libera
| Pos. | Atleta                | Nazione   | Tempo   |
| ---- | --------------------- | --------- | ------- |
| 1    | Trude Gimle           | Norvegia  | 1:19,68 |
| 2    | Ingeborg Helen Marken | Norvegia  | 1:20,05 |
| 3    | Kristine Kristiansen  | Norvegia  | 1:20,90 |
| 4    | Andrine Flemmen       | Norvegia  | 1:21,00 |
| 5    | Grete Strøm           | Norvegia  | 1:21,33 |
| 6    | Pia Käyhkö            | Finlandia | 1:21,51 |
| 7    | Merete Fjeldavlie     | Norvegia  | 1:21,55 |
| 8    | Tonje Norheim         | Norvegia  | 1:21,58 |
| 9    | Gro Kvinlog           | Norvegia  | 1:21,75 |
| 10   | Mona Een              | Norvegia  | 1:21,90 |

Data: 17 aprile

#### Supergigante
| Pos. | Atleta                 | Nazione   | Tempo   |
| ---- | ---------------------- | --------- | ------- |
| 1    | Ingeborg Helen Marken  | Norvegia  | 1:30,31 |
| 2    | Andrine Flemmen        | Norvegia  | 1:31,15 |
| 3    | Merete Fjeldavlie      | Norvegia  | 1:31,47 |
| 4    | Kristine Kristiansen   | Norvegia  | 1:32,66 |
| 5    | Pia Käyhkö             | Finlandia | 1:33,05 |
| 6    | Gro Kvinlog            | Norvegia  | 1:33,16 |
| 7    | Tonje Norheim          | Norvegia  | 1:33,85 |
| 8    | Mona Een               | Norvegia  | 1:33,86 |
| 9    | Brynja Þorsteinsdóttir | Islanda   | 1:33,87 |
| 10   | Randi Dahl             | Norvegia  | 1:34,29 |

Data: 13 aprile

#### Slalom gigante
| Pos. | Atleta                | Nazione  | Tempo   |
| ---- | --------------------- | -------- | ------- |
| 1    | Kazuko Ikeda          | Giappone | 1:58,94 |
| 2    | Andrine Flemmen       | Norvegia | 1:59,16 |
| 3    | Merete Fjeldavlie     | Norvegia | 2:00,07 |
| 4    | Karin Köllerer        | Austria  | 2:00,99 |
| 5    | Gro Kvinlog           | Norvegia | 2:01,08 |
| 6    | Trine Bakke           | Norvegia | 2:01,19 |
| 7    | Stina Hofgård Nilsen  | Norvegia | 2:01,47 |
| 8    | Noriyo Hiroi          | Giappone | 2:01,86 |
| 9    | Ingeborg Helen Marken | Norvegia | 2:02,08 |
| 10   | Grete Strøm           | Norvegia | 2:03,58 |

Data: 11 aprile

#### Slalom speciale
| Pos. | Atleta                 | Nazione  | Tempo   |
| ---- | ---------------------- | -------- | ------- |
| 1    | Trine Bakke            | Norvegia | 1:31,76 |
| 2    | Bente Giljarhus        | Norvegia | 1:34,30 |
| 3    | Kazuko Ikeda           | Giappone | 1:34,93 |
| 4    | Andrine Flemmen        | Norvegia | 1:35,49 |
| 5    | Trude Gimle            | Norvegia | 1:35,95 |
| 6    | Ingeborg Helen Marken  | Norvegia | 1:37,88 |
| 7    | Brynja Þorsteinsdóttir | Islanda  | 1:38,25 |
| 8    | Stina Dahlgren         | Svezia   | 1:38,32 |
| 9    | Marta Berezik          | Polonia  | 1:38,94 |
| 10   | Merete Fjeldavlie      | Norvegia | 1:39,10 |

Data: 12 aprile

#### Combinata
| Pos. | Atleta                | Nazione  |
| ---- | --------------------- | -------- |
| 1    | Trude Gimle           | Norvegia |
| 2    | Ingeborg Helen Marken | Norvegia |
| 3    | Andrine Flemmen       | Norvegia |